# Ејнар Ландвик
Ејнар Аслаксен Ландвик (норв. Einar Aslaksen Landvik; 25. март 1898. - 27. новембар 1993) је некадашњи норвешки нордијски скијаш. Специјалност му је било скијашко трчање и скијашки скокови, односно нордијска комбинација.
Одрастао је у традиционално скијашком округу Телемарк, први пут се такмичио у Холменколлену, када је имао 18 година и освојио треће место у јуниорској конкуренцији. Његов најбољи пласман у сениорској конкуренцији било је 3. место 1920. и 1925. У својој последњој такмичарској сезони 1926. освојио је бронзану медаљу у нордијској комбинацији на Светском првенству у Лахтију, у Финској.
Био је познат по свом чудном стилу приликом извођења скијашких скокова, јер су његове скије током скока биле окренуте према доле.
Ландвик је учествовао на првим Зимским олимпијским играма 1924. у Шамонију. Такмичио се у два спорта: скијашком трчању на 18 км и скијашким скоковима и у оба је заузео 5. место.

## Награде
Ејнар Ландвик је добио Холменколен медаљу 1925. године. Холменколен медаља је норвешки медаља која се додељује од 1895. на нордијске скијаше који су се нарочито истакли. Медаљу доделује норвешко удружење за промоцију скијања Skiforeningen и сматра се једним од највећих признања које нордијски скијаш може добити.